# Clavariadelphus fasciculatus
Clavariadelphus fasciculatus är en svampart som beskrevs av Methven & Guzmán 1989. Clavariadelphus fasciculatus ingår i släktet Clavariadelphus och familjen Clavariadelphaceae.   Inga underarter finns listade i Catalogue of Life.